# Frank Foster (countryzanger)
Frank Foster (Cypress Bottom (Louisiana), 22 januari 1982) is een Amerikaanse country- en countryrockzanger.

## Biografie
Frank Foster werd beïnvloed door zijn familie: zijn vader die de muziek speelde van Hank Williams sr. en zijn grootvader die de voorkeur gaf aan Waylon Jennings en southern rock. In zijn college-periode begon hij zijn eigen muziek te schrijven en op te treden. Hij werkte eerst enkele tijd op een boorplatform in de Golf van Mexico, voordat hij besloot om muzikant te worden. In Louisiana, Texas en Alabama vestigde hij zijn naam met optredens. In 2011 produceerde hij zijn eerste album Rowdy Reputation in eigen regie. Ook daarna besloot hij zelfstandig te blijven en zich niet aan te sluiten bij een label.
Nadat het debuutalbum plaatselijk heel goed werd verkocht, bracht hij al een jaar later Red Wings and Six Strings uit. Daarmee kwam hij voor de eerste keer in de Amerikaanse country- en de indiehitlijst. Er volgden per jaar de albums Southern Soul, waarmee hij zich ook plaatste in de officiële albumhitlijst, en zijn tot dusver succesvolste album Rhythm and Whiskey, dat zich plaatste in de countryhitlijst op positie 4 en de officiële hitlijst op positie 21. Er werden meer dan 10.000 exemplaren van verkocht. Voor het uitbrengen had hij zijn eigen label Lone Chief Records opgericht.
Het volgende album Boots on the Ground verscheen iets vertraagd begin 2016 en Good Country Music volgde nog in hetzelfde jaar. Het was het eerste album, waarbij bij enkele songs ook co-auteurs waren betrokken, verder had hij al zijn songs zelf geschreven. Muzikaal oriënteerde hij zich verder aan zijn wortels, de outlaw-muziek van de jaren 1970 en de rockinvloeden van de countryrock en de southern rock. Alhoewel hij in de countryhitlijst en de zelfstandige hitlijsten verder goede klasseringen haalde, miste hij echter de top 100 van de albumhitlijst. In 2017 laste hij een onderbreking in, maar ook met zijn zevende album 'Til I'm Gone kon hij niet meer evenaren aan zijn beste klasseringen. 

## Discografie

### Singles
- 2014: Outlaw Angel
- 2014: Southern Man

### Albums
- 2011: Rowdy Reputation
- 2012:	Red Wings and Six Strings
- 2013:	Southern Soul
- 2014:	Rhythm and Whiskey
- 2016:	Boots on the Ground
- 2016: Good Country Music
- 2018:	'Til I'm Gone

- Library of Congress Control Number: no2016050419
- MusicBrainz: d9684478-9376-456c-9a8c-786183b08cf8
- Virtual International Authority File: 41146331854718691497
- WorldCat: E39PBJmDdRdkcJMvcyvJy64Dv3